# Tourisme en Corée du Nord

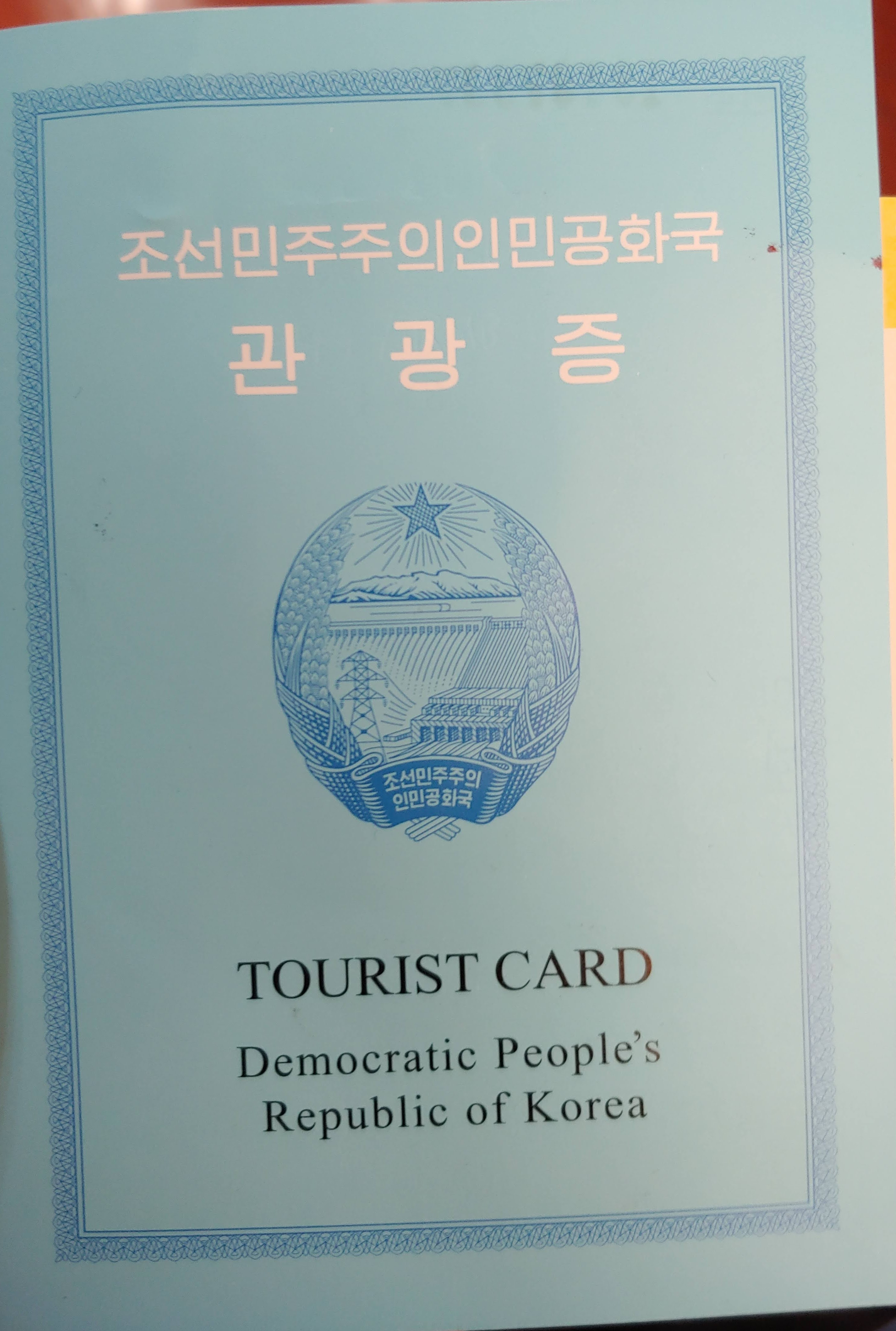
Carte de tourisme de la Corée du Nord.

Le tourisme en Corée du Nord est un secteur économique de ce pays. Il est très encadré par l'État et ne peut se réaliser qu'en passant par la Direction nationale du tourisme.
La Corée du Nord attire des touristes pour ses vestiges historiques classés au patrimoine de l'UNESCO, pour ses nombreux paysages naturels, pour la Zone coréenne démilitarisée, et par son aspect mystérieux. Le tourisme est l'un des secteurs d'activité économique privilégiés par Kim Jong-Un. Depuis son accession au pouvoir, le tourisme s'est subséquemment transformé. Les touristes peuvent désormais visiter des lieux auparavant impossibles d'accès et des centres de villégiatures ont été construits. Le tourisme n'est pas touché par les sanctions économiques de la communauté internationale. Il permet de faire entrer des devises étrangères dans le pays. Il permet aussi d'influencer l'opinion étrangère sur le pays.
En 2019, 350 000 Chinois et environ 5 000 Occidentaux ont visité le pays d'après une estimation. Les citoyens sud-coréens et américains sont cependant interdits par leur gouvernement respectif de voyager en Corée du Nord. Le pays est membre de l'Organisation mondiale du tourisme depuis 1987.
En janvier 2020, la Corée du Nord a éte fermée aux touristes en raison du Covid-19. Le pays a adopté une telle mesure préventive en 2014 lors de la crise de l'Ebola. Les frontières ont alors été fermées pendant 4 mois,.
Les frontières de la Corée du Nord ont rouvert en juillet 2023 avec la visite de dignitaires chinois et russes qui ont assisté à un défilé militaire à Pyongyang. En août 2023, une délégation d’athlètes nord-coréens a été autorisée à quitter le pays pour participer à une compétition de taekwondo au Kazakhstan. De plus, les nord-coréens bloqués à l’étranger ont pu rentrer chez eux. Le premier vol commercial international depuis 2020 a atterri à Pékin en août 2023. En février 2024, des touristes russes ont pu se rendre en Corée du Nord pour la première fois depuis la pandémie. En août 2024, il a été annoncé que le tourisme à Samjiyŏn, ainsi que potentiellement dans le reste du pays, reprendrait officiellement en décembre 2024. Cependant, le tourisme à Samjiyon ne s'est pas encore concrétisé, tandis que Rasŏn a ouvert ses portes en janvier 2025,. Cependant, dès le mois de mars 2025, cette ouverture a été suspendue sans explication officielle,.

## Principal point d'entrée et formalités
Tous les touristes étrangers arrivant en Corée du Nord ont besoin d'un visa. L'entrée sur le territoire est strictement réglementée.

### Air
- Aéroport international de Sunan (PNJ, Pyongyang)

## Caractéristiques du tourisme en Corée du Nord

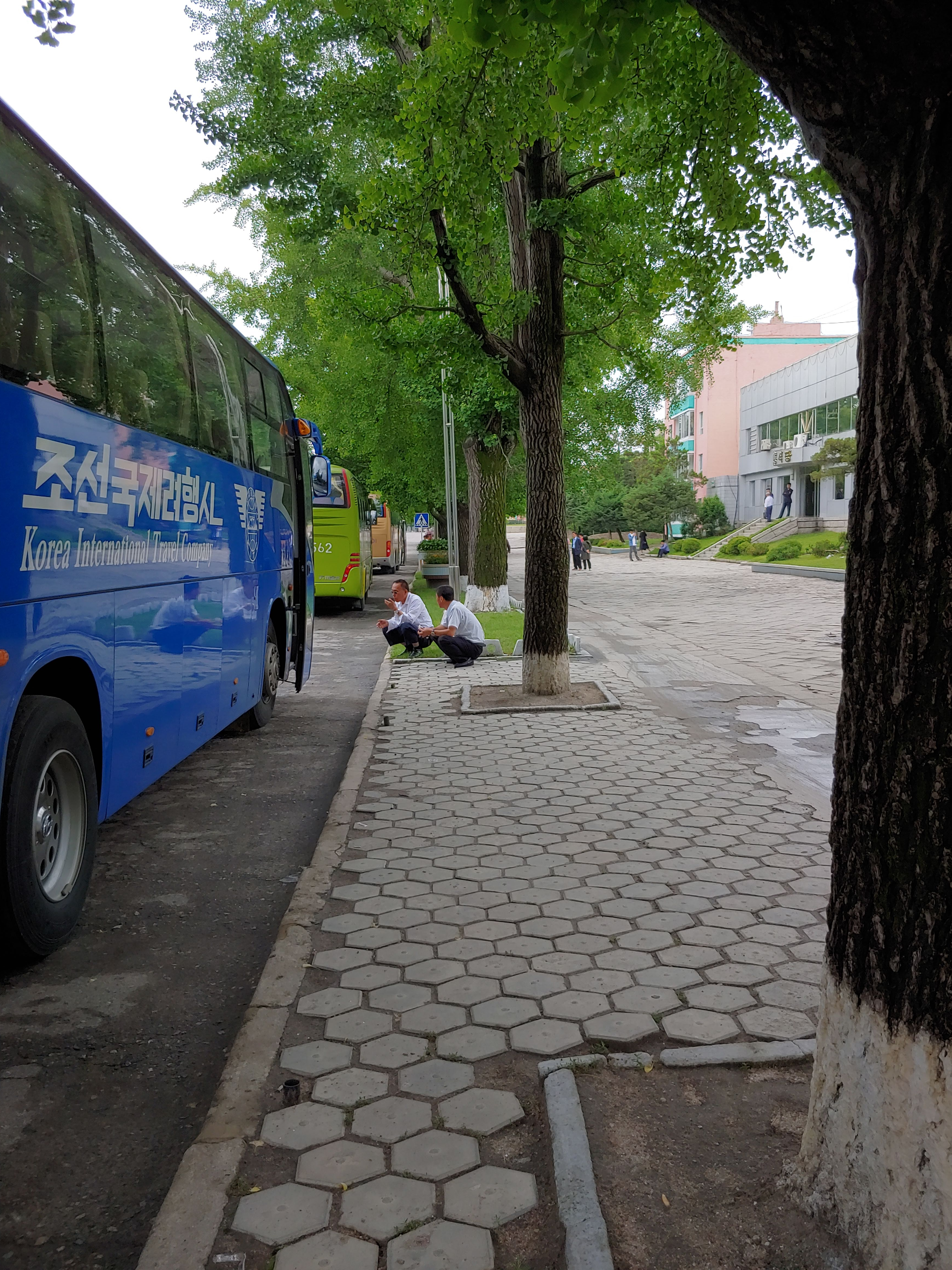
Bus utilisé pour transporter les groupes de touristes.

Le tourisme est géré par la Direction nationale du tourisme. Créée en 1986, il s'agit d'une organisation publique, semblable à un ministère, qui est responsable de la formulation des lois concernant le tourisme.
Il y a 14 compagnies de tourisme en Corée du Nord, toutes sont des entreprises d'État.
Korea International Travel Company, créée en 1953, est la plus grande compagnie de tourisme à vocation générale du pays. Elle gère plusieurs hôtels, restaurant, employés et véhicules. Toutes les autres entreprises de tourisme sont spécialisées : par exemple, la Korea International Sports Travel Company en voyage sportif ou la Korea International Youth Travel Company en séjour destiné aux jeunes.

### Restrictions
Officiellement, il n'y a aucune restriction d'accès à la Corée du Nord, sous condition d'obtenir un visa. Les journalistes de leur côté doivent disposer d'un visa spécifique.
Les touristes qui souhaitent visiter le pays doivent passer par une agence de voyages intermédiaire. Ces compagnies comme Koryo tour, Lupin tour et Young Pionner tour organisent des tours guidés en collaboration avec les compagnies de voyage nord-coréennes. Il y a des agences, comme KTG ou HelloPyongyang qui organisent des circuits en français.
Depuis 2018, les citoyens américains n'ont plus le droit de voyager en Corée du Nord. Cette décision a été prise à la suite de l'arrestation et de la mort d'Otto Warmbier,.
Depuis 2019, les citoyens des 38 pays éligibles au Programme d'exemption de visa du gouvernement américain qui ont visité la Corée du Nord après 2011 ne peuvent plus entrer sur le territoire américain sans visa. Ils ne bénéficient plus du programme et doivent obtenir un visa par les procédures normales.
Contrairement à certaines croyances populaires, il est possible de prendre des photos sans l'accord préalable des guides nord-coréens. Il y a cependant certaines règles à respecter, comme de ne pas photographier des soldats, des installations militaires ou des sites de construction,.

#### Mécanismes de contrôle des touristes
La Corée du Nord, conformément à son caractère socialiste, a officiellement une économie planifiée par l'État. Le tourisme international dont la demande ne peut pas être prévue à l'avance apporte des problèmes de planifications économiques. De plus, la vie sociale, l'utilisation des ressources et l'accès à l'information étant fortement contrôlés par le gouvernement, les touristes constituent une menace à la propagande d'État. Pour pallier ces problèmes, la Corée du Nord encadre fortement le tourisme.
Les groupes de touristes ou les individus voyageant seuls sont systématiquement accompagnés d'un minimum de 2 guides nord-coréens et d'un chauffeur. L'ensemble du voyage est planifié avant l'arrivée des touristes dans le pays et les changements apportés en cours de voyage doivent être approuvés par les guides. Il est interdit pour les touristes de se promener sans être accompagnés à l'extérieur du périmètre de leur hôtel. Il est permis de parler à la population locale. Cependant, avec le caractère restrictif et planifié du voyage, les touristes ont souvent peu de chance de côtoyer la population pendant de longues périodes,.
L'un des moyens utilisés pour contrôler le comportement des touristes concerne la relation de confiance que ces derniers forgent avec leurs guides. En étant constamment ensemble tout au long de leur voyage, si le comportement d'un touriste déplaît aux guides, une ambiance malsaine pourrait régner jusqu'à la fin du voyage. Ainsi, il est demandé, pour l'agrément du groupe, que les touristes ne confrontent pas les guides nord-coréens et se conforment aux règles,,.
Il est tout à fait possible pour les touristes de discuter avec des Nord-Coréens. Beaucoup de jeunes parlent anglais et beaucoup de personnes âgées parlent russe. Les Nord-Coréens sont parfois intimidés, les contacts avec les Occidentaux étant rares, mais éloignés de l’image de « robots rabâchant de la propagande apprise par cœur » souvent présentée par les médias.

## Histoire
Le tourisme, comme dans l'ensemble des pays staliniens, n'est pas mis de l'avant par le gouvernement. L'État ne considère pas ce secteur comme pertinent à l'essor économique. En effet, Kim Il Sung et Kim Jong Il ont rarement mentionné le tourisme dans leurs politiques économiques. À l'opposé, depuis le règne de Kim Jong Un, le tourisme est considéré comme un secteur économique de premier plan.

### Tourisme sous Kim Il Sung
La Corée du Nord ne compte pratiquement aucune infrastructure touristique avant 1985. En 1984, environ 70 000 personnes visitent le pays, en provenance majoritairement de pays communistes. Le pays entreprend d'énormes projets de construction dans l'objectif d'une participation conjointe avec la Corée du Sud aux Jeux olympiques d'été de 1988. La construction d'infrastructures, comme des hôtels, des ponts, des terrains de sport, de nouveaux immeubles d'habitation, un nouvel aéroport et des stades de sport auraient coûté plus de 8 milliards de dollars américains. Cela représente près de la moitié du budget annuel de l'État,. L'objectif est de passer de 12 000 lits à 80 000 lits pour les touristes. L'Hôtel Ryugyong, l'Hôtel Koryo, l'Hôtel Sosan et l'Hôtel international Yanggakdo en sont les vestiges. Ces investissements modernisent fondamentalement Pyongyang.
La Corée du Nord n'obtient pas une participation conjointe aux Jeux olympiques. Les infrastructures sont utilisées lors du 13e Festival mondial de la jeunesse et des étudiants de 1989 qui est la plus grande édition de ce festival jamais tenu,.

### Tourisme sous Kim Jong Il

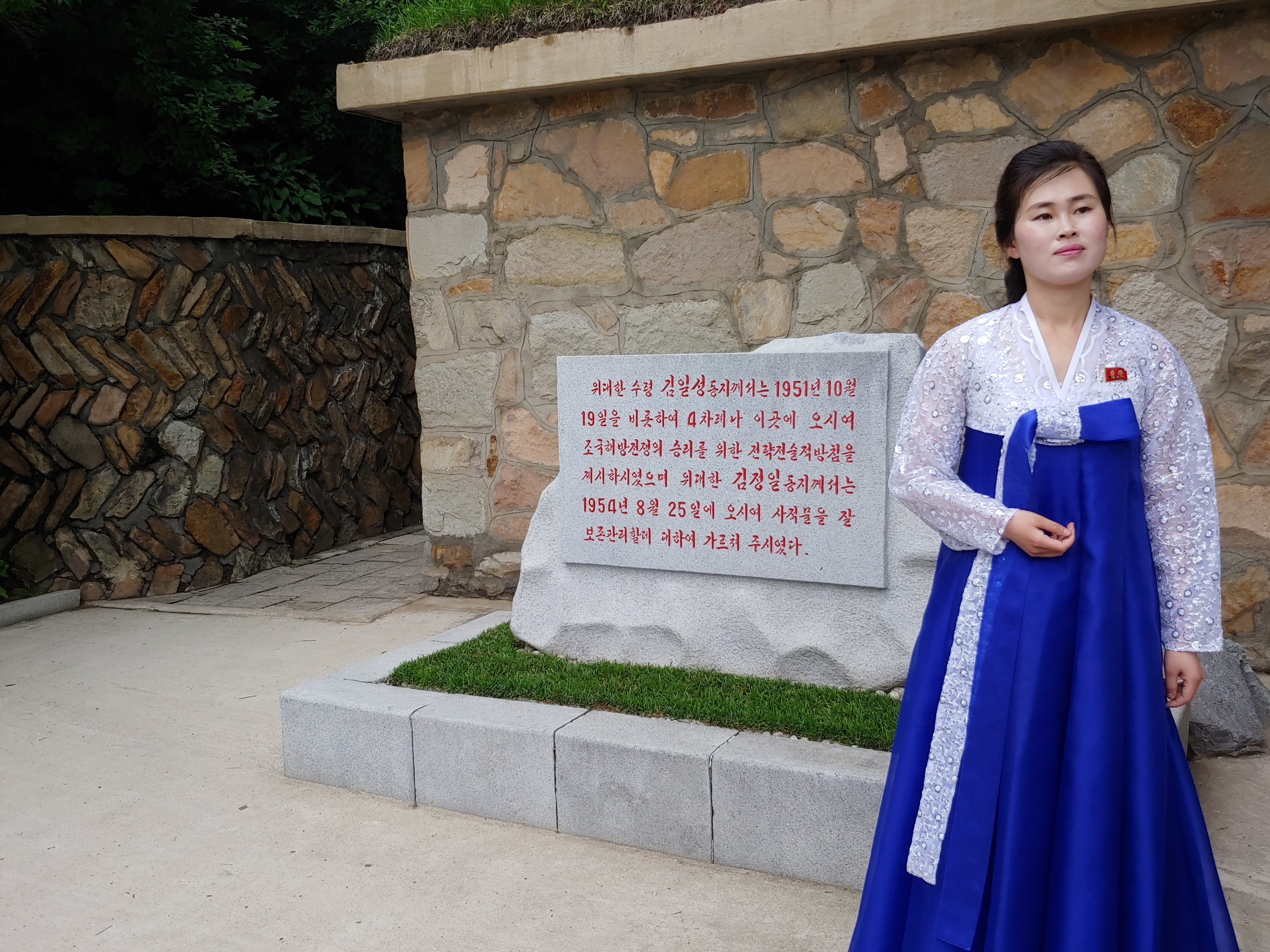
Guide qui présente un lieu culturel en Corée du Nord.

En 1991, la chute de l'URSS prive la Corée du Nord de biens et de touristes provenant des pays du bloc de l'Est. De 1994 à 1998, la Corée du Nord affronte une grave famine qui détruit son économie et met à mal ses infrastructures. Les touristes qui visitent le pays pendant cette période doivent apporter leur propre riz.
À son arrivée au pouvoir en 1994, Kim Jong Il ne change pas fondamentalement les politiques concernant le tourisme. Néanmoins, il privilégie des zones exclusives pour ses politiques économique et touristique,. Il autorise en 1998 l'ouverture de la Zone touristique du mont Kumgang.

### Tourisme sous Kim Jong Un
Kim Jong Un adopte une attitude différente de ses prédécesseurs concernant le tourisme. Il fait du tourisme l'un des éléments centraux de sa doctrine économique le Byungjin. Il se distingue de son père, Kim Jong Il, en investissant des capitaux nord-coréens dans les projets touristiques sans avoir recours à des Zones économiques spéciales,. Le nombre de villes, d'attractions et d'activités destinées au tourisme ont considérablement augmenté depuis l'arrivée de Kim Jong Un au pouvoir,,.
Le tourisme n'est pas touché par les sanctions internationales auxquelles la Corée du Nord fait face. Donc, le tourisme est l'un des seuls moyens dont le régime dispose pour obtenir des devises étrangères.

#### Nouvelle politique touristique
En 2013, Kim Jong-Un lance une politique d'autonomie concernant le tourisme. Ainsi, le pays assure la construction et la gestion de ses complexes touristiques. Cette politique comporte une mesure pour que l'ensemble des travailleurs dans le domaine du tourisme soit des Nord-Coréens.

## Profil des touristes

### Tourisme local
Les Nord-Coréens font peu de tourisme que ce soit dans le pays ou à l'international. Les voyages à l'extérieur sont limités et motivés par des facteurs économiques,. Les voyages à l'intérieur du pays sont limités puisque les citoyens doivent obtenir un permis de voyage.
Avant l'arrivée de Kim Jong-Un au pouvoir, peu de Nord-Coréens font du tourisme de plaisance. À cette époque, la majorité du tourisme local vise à visiter des lieux politiques et relatifs aux dirigeants. Les voyages sont organisés par les lieux d'enseignement ou de travail que fréquentent les citoyens. Cependant, depuis 2012, avec la construction de plusieurs centres de villégiature partout au pays, le tourisme de plaisance s'accroît,.
Il est d'habitude pour les habitants de Pyongyang d'effectuer un voyage d'une journée à Nampo pour profiter des diverses plages qui s'y trouvent.

### Tourisme chinois

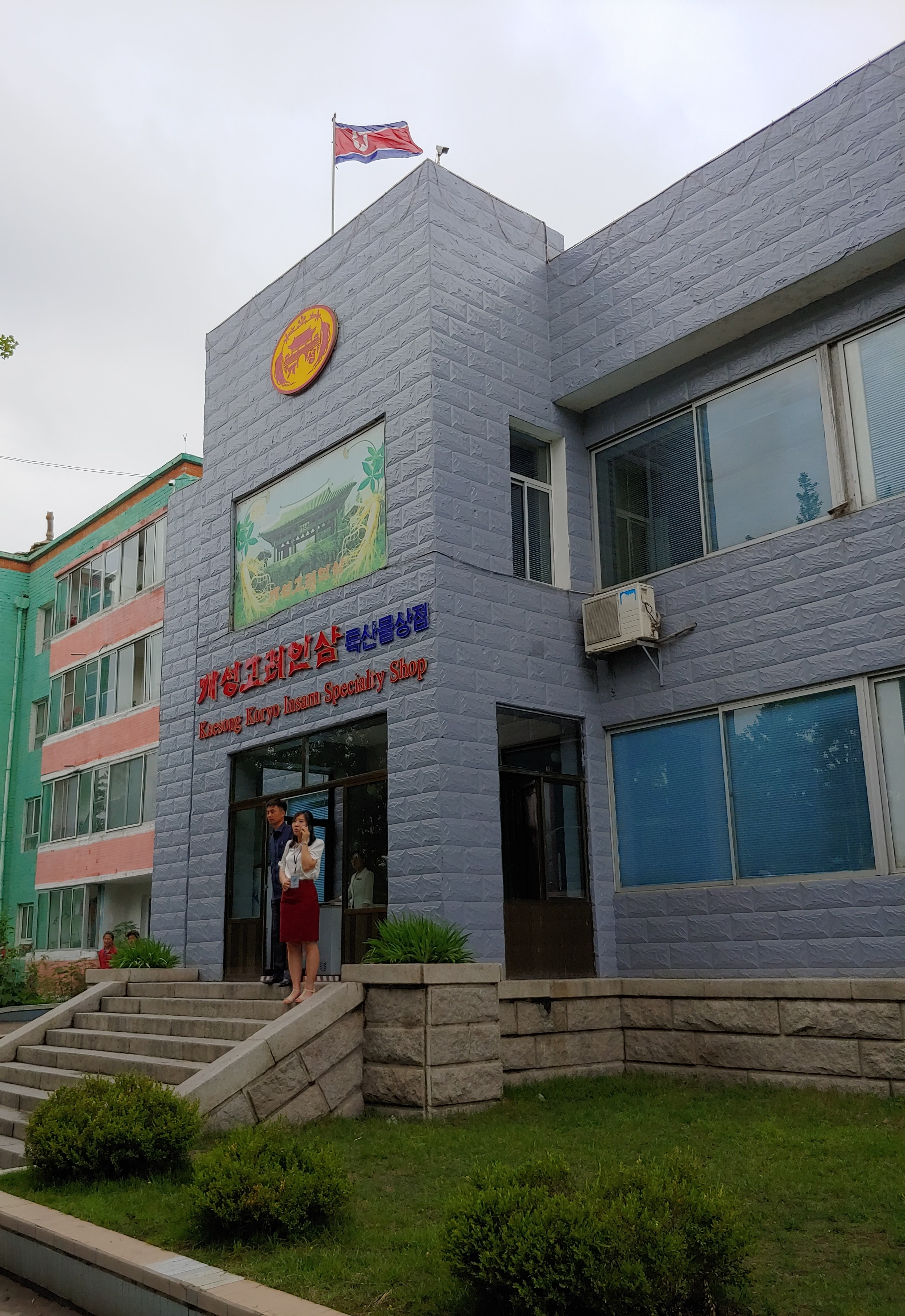
Restaurant destiné aux touristes.

Les Chinois constituent la majorité des touristes qu'accueille la Corée du Nord.
En 2010, le gouvernement chinois signe une entente avec la Corée du Nord pour ajouter ce dernier à la liste des Visa ADS. Ce visa permet aux citoyens chinois de quitter le pays pour des destinations approuvées par leur gouvernement lorsqu'ils effectuent un voyage en groupe. Un séjour tout inclus de 4 jours coûte environ 375 dollars canadiens ce qui est bon marché. Par conséquent, le tourisme chinois vers le pays s'est dès lors substantiellement développé.
En 2012, 234 000 Chinois ont visité le pays. C'était une augmentation de plus de 22,55% par rapport à 2011.
À la suite de la première rencontre entre Xi Jinping et Kim Jong Un en 2018, le tourisme chinois en Corée du Nord a augmenté de façon marquée. Il est estimé que 350 000 touristes chinois ont visité le pays en 2019, ce qui aurait rapporté 175 millions de dollars américains à la Corée du Nord. Les infrastructures touristiques vieillissantes du pays ont cependant du mal à absorber cette augmentation,. Une limite journalière de 1000 touristes a été mise en place afin de répondre adéquatement à la demande.
Les Chinois optent pour des circuits courts qui consistent à visiter certains attraits à Pyongyang et la Zone Coréenne Démilitarisée. Contrairement aux Occidentaux, les Chinois ne visitent pas les lieux à caractère politique en raison d'un manque d'intérêt et du non-respect des règles strictes entourant les objets symbolisant les dirigeants.

#### Motivations de la population chinoise à voyager en Corée du Nord
Les Chinois visitent le pays pour neuf raisons principales (en ordre d'importance) :
1) Visiter un pays mystérieux.
2) Un désir de savoir ce qui se passe réellement dans le pays.
3) La nostalgie du monde communiste et voir ce à quoi la Chine aurait ressemblé si elle n'avait pas entrepris les réformes économique et sociale de 1979.
4) Voir un pays où la nature est intacte et où il n'y a pas de pollution.
5) Voir les grandes performances de masse gymnastique et artistique Arirang.
6) Voir les lieux de la guerre de Corée puisque la Chine y a participé et que certains membres de leur famille y ont combattu.
7) Pour la proximité du pays et la facilité d'y voyager.
8) Simplement pour prendre des vacances et relaxer.
9) Identifier des opportunités d'affaires.
La satisfaction générale des Chinois qui ont voyagé en Corée du Nord n'est cependant pas élevée pour plusieurs raisons, notamment la faible qualité de la nourriture et la faible liberté de mouvement.

### Tourisme sud-coréen

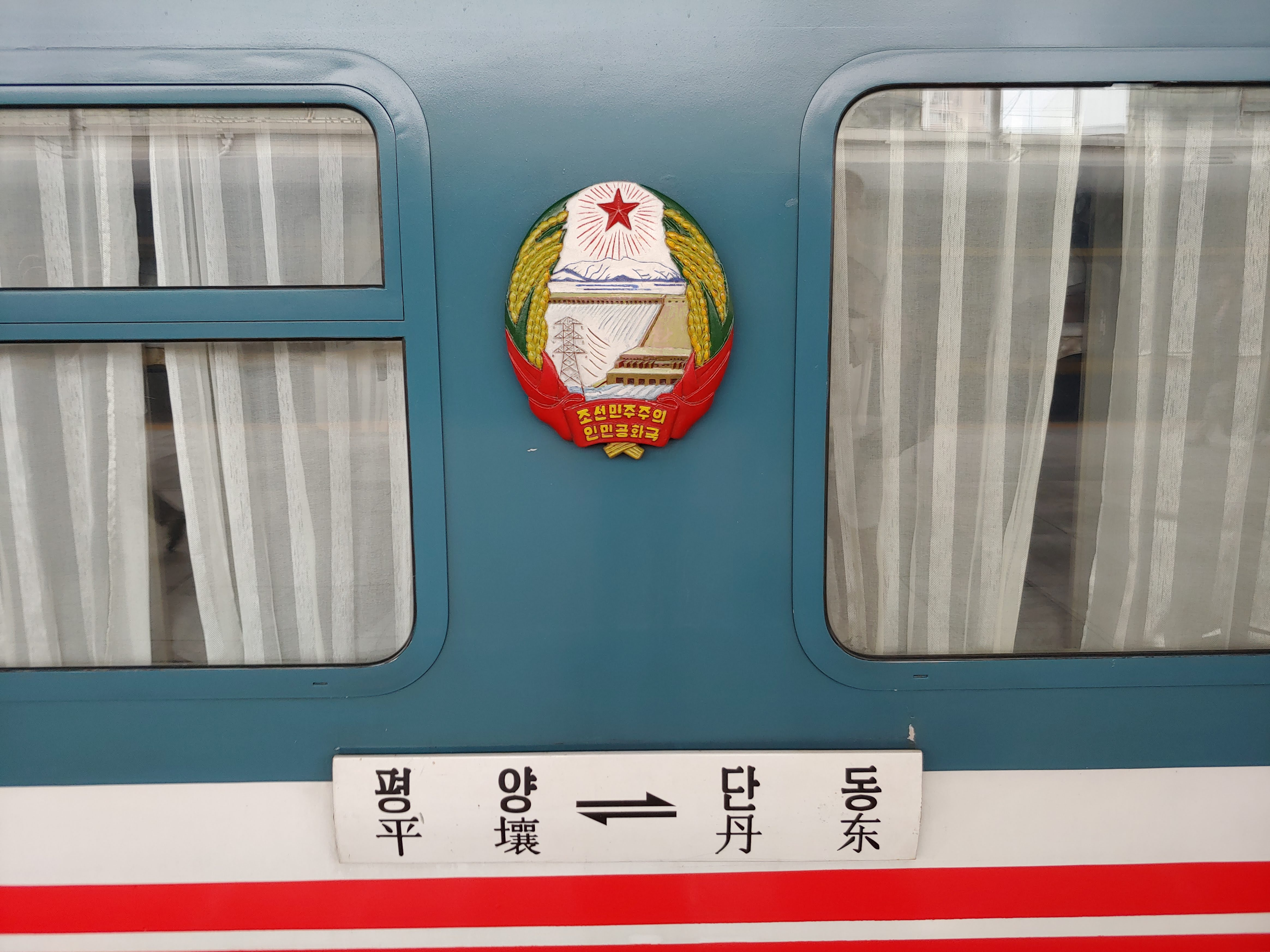
Train transfrontalier qui transporte entre Dandong et Pyongyang les touristes qui visitent la Corée du Nord

Depuis la fondation de la Première République de Corée (en), en 1948, les citoyens sud-coréens n'ont pas le droit de voyager en Corée du Nord sans avoir l'autorisation de leur gouvernement. En vertu de la Loi de sécurité nationale, le citoyen s'expose à une peine d'emprisonnement dès son retour en Corée du Sud.
De 1998 à 2008, les Sud-Coréens ont eu le droit de visiter la Corée du Nord, et ce, uniquement dans la zone touristique du mont Kumgang. Le tourisme intercoréen a été utilisé par les différents gouvernements sud-coréens comme un moyen de promouvoir la coopération internationale entre les deux pays.
En 2018, 6 689 Sud-Coréens ont visité la Corée du Nord sous autorisation du gouvernement. La raison de leur visite n'est pas spécifiée.
En janvier 2020, le gouvernement sud-coréen examine la possibilité d'autoriser ses citoyens à voyager en Corée du Nord. Aucun changement n'a cependant été effectué par la suite.

#### Tourisme au mont Kumgang
En 1998, à la suite de la politique du Rayon de Soleil du président Kim Dae-Jung, la Région touristique des monts Kumgang est créée. Cette zone donne le droit à une entreprise sud-coréenne, en l'occurrence Hyundai-Asan, de construire en territoire nord-coréen un complexe hôtelier destiné aux touristes sud-coréens.
La zone ferme en 2008 lorsqu'un soldat nord-coréen tue une touriste sud-coréenne qui se trouve dans une zone interdite. Hyundai-Asan perd près de 850 millions de dollars américains avec le projet.

### Tourisme occidental

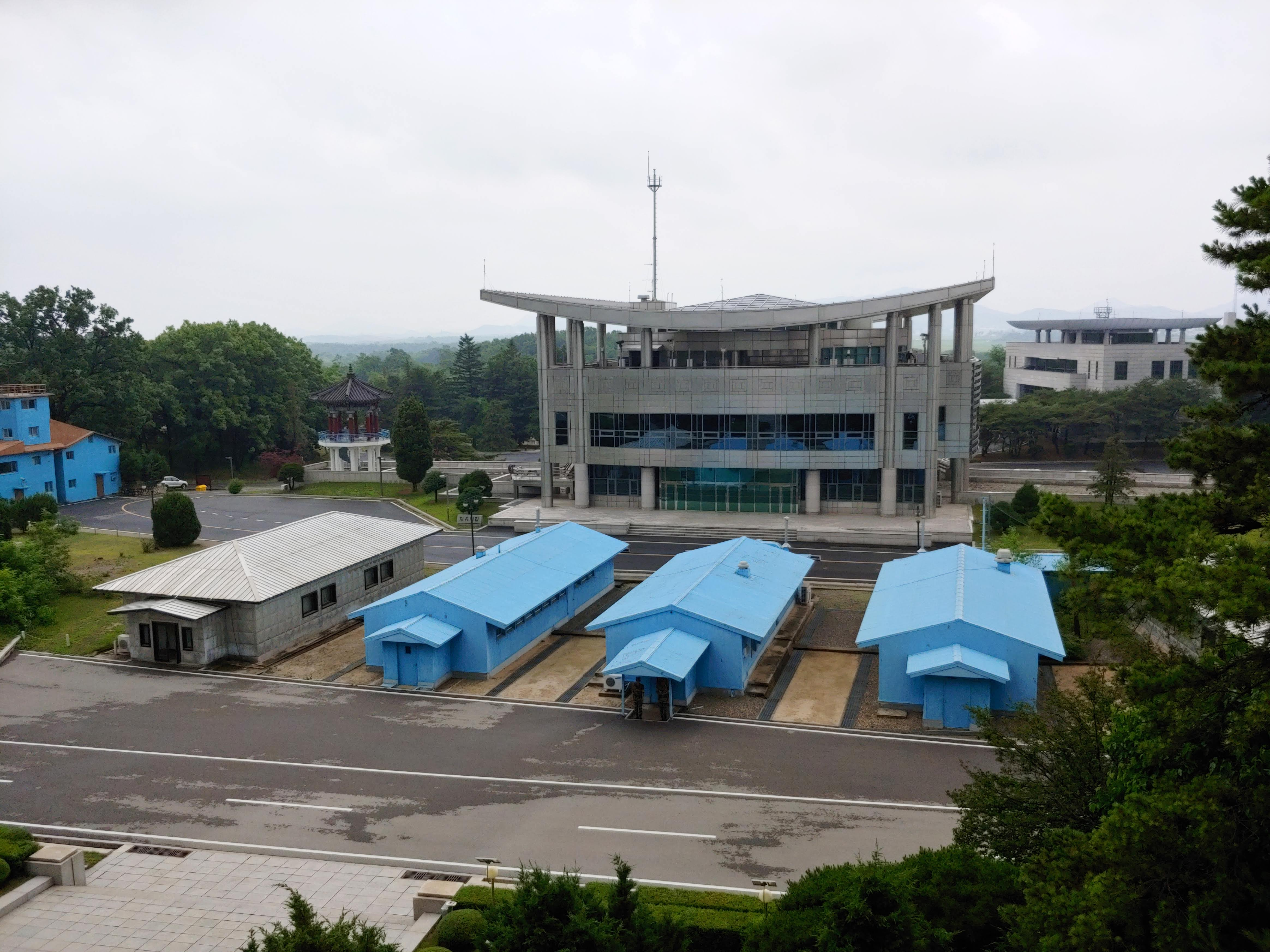
Lieu fréquemment visité par les touristes visitant la Corée du Nord. Photo prise du côté Nord-Coréen.

Il y a peu d'Occidentaux qui visitent le pays, environ 5 000 par année. La Corée du Nord est pour certains une destination de tourisme noir où ils peuvent s'immerger dans un monde « dystopique »,.
Les Occidentaux veulent voir le pays en profondeur et passent donc plus de temps à visiter le pays. De plus, ils dépensent davantage que les Chinois. Les touristes chinois sortent généralement peu des sentiers battus tandis que les visiteurs occidentaux visitent des lieux éloignés de Pyongyang.
Avant 2011, les tours visaient à montrer principalement les prouesses du régime communiste. Désormais, les Occidentaux peuvent visiter de nombreux endroits dans le pays. Cette ouverture s'accélère particulièrement depuis 2011.
La Corée du Nord veut se servir du tourisme pour se défaire de son image négative auprès de l'Occident. Le pays est sous la pression de nombreuses sanctions économiques en raison de son programme nucléaire, son programme de missiles balistique et son non-respect des droits de la personne ce qui lui font mauvaise presse. Il est observé que depuis 2011 les voyageurs occidentaux semblent être agréablement surpris par leur visite du pays. Cela s'explique par les efforts que mène le gouvernement nord-coréen pour plaire à cette clientèle qui demande des voyages thématiques et d'avoir des contacts avec la population. Les revenus tirés de ces 5 000 voyageurs sont modestes, représentant moins de 0,001 % du PIB nord-coréen. En revanche, ces touristes peuvent, par le partage de leur expérience, présenter une image plus positive et humaine du pays. Ainsi, cela peut s'avérer être une astuce de choix pour s'attirer la sympathie des populations occidentales,.

## Attraits
Les principales richesses touristiques de la Corée du Nord sont ses paysages naturels (notamment ceux du Kumgangsan et du Mont Paektu) ainsi qu'un important passé historique : plusieurs États de la Corée ancienne, notamment les royaumes de Koguryŏ et de Koryŏ, avaient leurs principaux centres dans le nord de la péninsule. Près de Kaesong se trouve le tombeau du roi Kongmin, trente-et-unième roi de la dynastie Koryŏ (1352-1374). Les tombes royales du Koguryŏ sont inscrites au patrimoine mondial de l'humanité par l'UNESCO.
Les voyageurs peuvent également découvrir les réalisations du régime communiste, en particulier, dans la capitale Pyongyang, des fresques et des monuments révolutionnaires. Les circuits touristiques comprennent aussi des visites dans la zone démilitarisée, dernier endroit au monde où est palpable l'atmosphère de la Guerre froide.
Bien que les jeux de casino soient prohibés pour les Nord-Coréens, deux casinos existent en Corée du Nord pour le marché touristique : l'Emperor Hotel & Casino à Rasŏn et le Pyongyang Casino dans l'Hôtel international Yanggakdo à Pyongyang.
Il est généralement possible d'assister au spectacle de masse du festival Arirang de mi-août à mi-octobre, dont les représentations ont repris depuis 2018 après une interruption de 5 ans.
D'autres événements à caractère culturel et sportif attirent les touristes. Le marathon de Pyongyang est l'un des plus grands événements auquel des touristes participent en Corée du Nord,. Il y a aussi le festival de film de Pyongyang où des films étrangers sont présentés.

### Nouvelles infrastructures touristiques

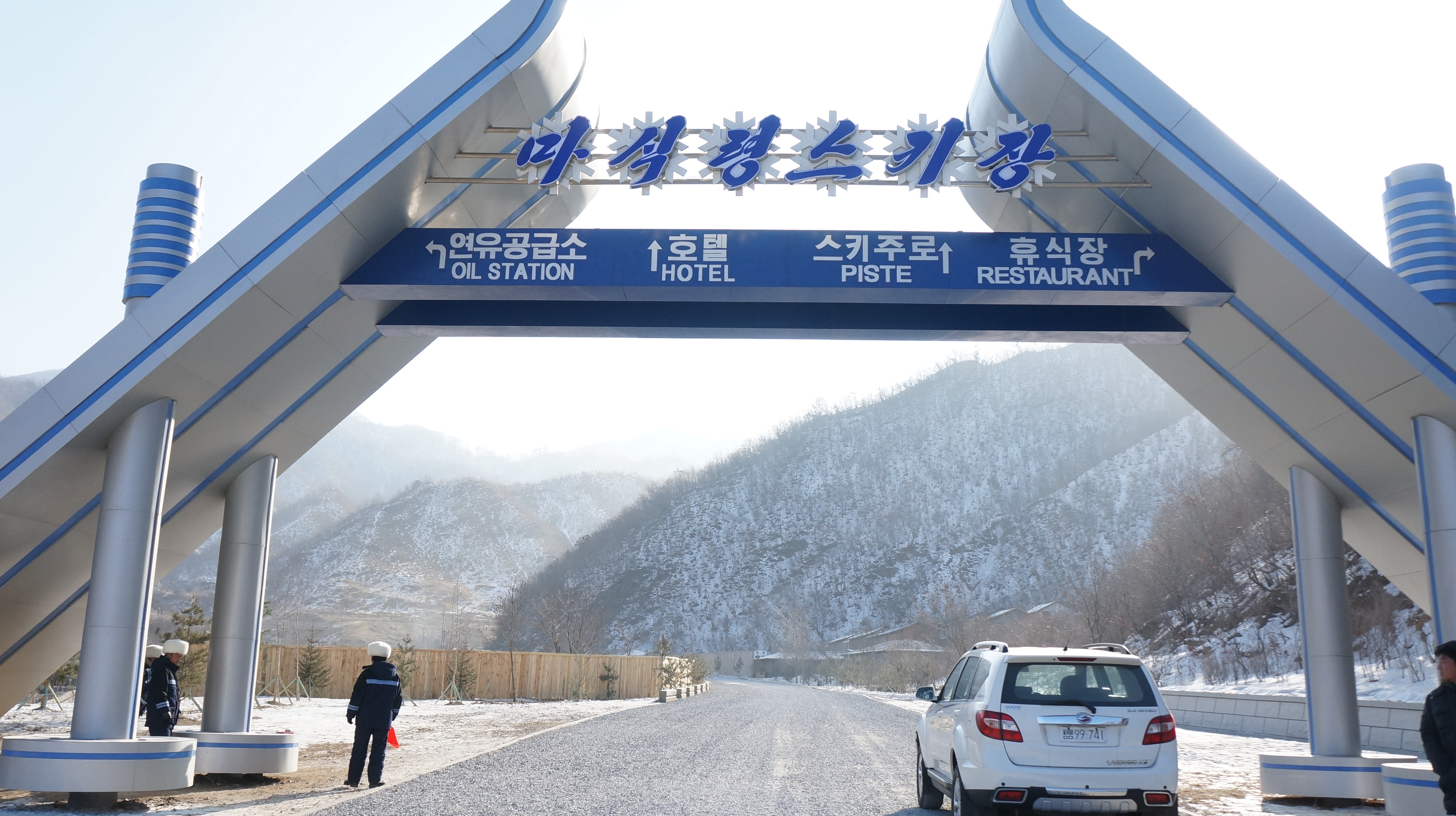
La station de Ski du Mont Masik est le premier centre touristique que Kim Jong Un a fait construire.

De nombreuses infrastructures de plaisance et de tourisme ont été construites depuis l'arrivée au pouvoir de Kim Jong Un. Elles visent notamment à attirer davantage de touristes dans le pays, à offrir à la population locale des lieux de villégiature et à diriger le tourisme chinois vers des infrastructures adéquates afin de maximiser les retombées économiques.
Ces centres touristiques construits à grande vitesse attirent le scepticisme. Certains services essentiels qu'ils nécessitent, comme l'électricité ou l'assainissement des eaux usées, seraient manquants ou inefficaces. De plus, les liens de transport vers ces lieux sont souvent lacunaires ou en mauvais état, ce qui pourrait rendre difficile leur pleine occupation.

#### Station de ski du Mont Masik
Construite par l'armée nord-coréenne en neuf mois seulement, la station du mont Masik a ouvert en 2013, la station accueille les touristes étrangers. La station de ski est le premier grand projet touristique de Kim Jong-Un. Elle a notamment été construite pour entraîner les équipes de Corée du Nord aux sports d'hiver en vue des Jeux olympiques d'hiver de 2018 qui se sont déroulés en Corée du Sud.

#### Mont Kumgang
En décembre 2019, Kim Jong-Un annonce qu'il compte détruire les installations sud-coréennes au mont Kumgang pour en construire de nouvelles conformes aux normes socialistes. Il invite la Corée du Sud à coopérer et affirme qu'il est intéressé à accueillir des touristes sud-coréens.
Il est possible pour les touristes de visiter le mont Kumgang en passant par les compagnies de tourismes nord-coréennes.

#### Ville moderne de Samjiyon
La ville de Samjiyon, qui borde le mont Peaktu, fait l'objet d'une rénovation majeure depuis 2014. Plus de 400 bâtiments sont construits ou rénovés. Il s'agit principalement de bâtiments d'habitation destinés aux citoyens de la ville, d'hôtels et de lieux de loisirs. Un centre de ski a été construit sur la montagne adjacent à la ville. Elle est présentée comme une ville socialiste modèle.
Depuis décembre 2019, la ville est dans sa troisième et dernière phase de construction. Elle n'est pas encore ouverte aux touristes étrangers.
Samjiyon est situé à quelques kilomètres de la frontière sino-coréenne ce qui facilitera l'accès aux touristes provenant de Chine.

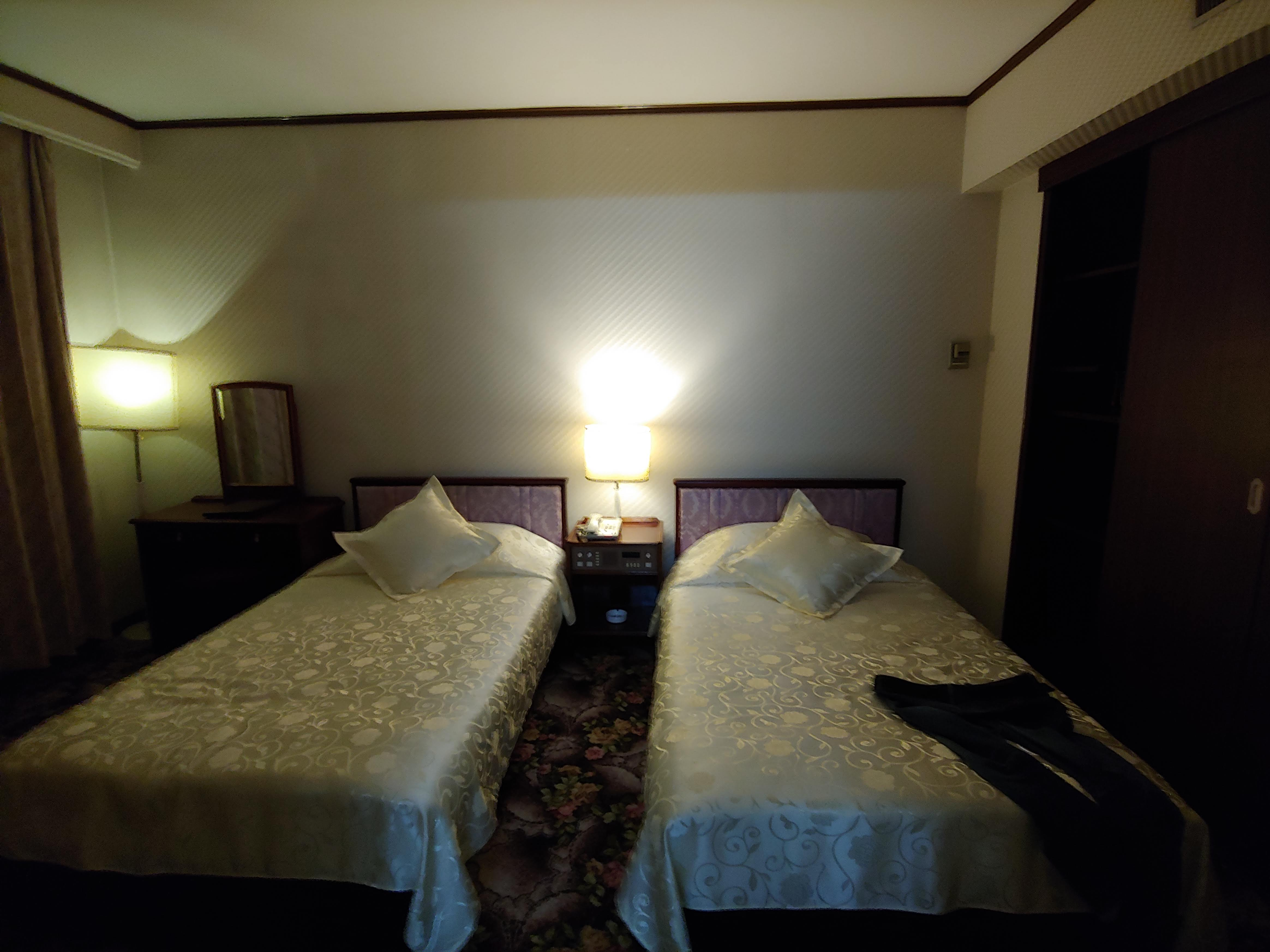
Chambre d'Hôtel double en Corée du Nord.

#### Projet Wonsan-Kalma
Un important complexe hôtelier est en construction dans la ville balnéaire de Wonsan. Le projet est estimé à un coût de 7,8 milliards. Il est prévu que le complexe touristique soit complété le 15 avril 2020. Le complexe n'est pas complété pour le 15 avril 2020. Selon des images satellites, certaines structures sont toujours en construction. D'autant plus qu'aucune annonce officielle n'a eu lieu le 15 avril.
Plusieurs infrastructures sont en construction comme un nouvel aéroport international, une nouvelle marina, des centres sportifs, des centres commerciaux, une patinoire, etc. Le gouvernement nord-coréen veut construire officiellement, 12 hôtels, 28 villas, 27 bâtiments résidentiels et 48 manoirs.
Il pourrait aussi y avoir des infrastructures destinées à des compagnies internationales, l'objectif serait de faire de l'endroit un hub financier.
Wonsan est proche du centre de ski du mont Masik et du mont Kumgang.

#### Le centre Yangdok
La station thermale de villégiature de Yangdok a été construite entre 2018 et 2019. Ce centre touristique est situé entre Pyongyang et Wonsan. L'endroit comporte un centre équestre, un centre de ski, des hôtels et des villas.
En janvier 2020, le centre est officiellement ouvert, mais aucun touriste étranger ne s'y rend puisque le pays ferme ses frontières en raison du Covid-19.

#### Hôtel de Jongbangsan
Le 21 octobre 2021 est inauguré l'Hôtel Jongbansan aux abords de la montagne du même nom près de la ville de Sariwŏn. La construction de l'hôtel s'est déroulée sur une période de 10 ans. Il n'est pas certain si l'hôtel est destiné aux touristes étrangers ou nord-coréens. En raison de sa localisation, il pourrait être destiné aux touristes chinois qui visitent fréquemment la région.